# JetBlue Airways
Jetblue Airways er et amerikansk lavpris-flyselskab, som driver en del indenrigsruter i USA, men også udenrigsruter til bl.a. de Caribiske øer. Selskabet blev stiftet i 1999 af David Neeleman og har dags dato hovedkvarter i Forest Hill og hub i New Yorks John F. Kennedy International Airport

## Flåde
JetBlue har pr. 2008 følgende flåde: